# Alois Anderle
Alois Anderle (Vienna, 7 luglio 1869 – Manhattan, 18 giugno 1929) è stato un nuotatore austriaco.
Partecipò alle gare di nuoto ai Giochi olimpici di Parigi nel 1900.
Prese parte alla gara di nuoto subacqueo, piazzandosi tredicesimo in finale, con un punteggio di 69.4, e a quella dei 4000 metri stile libero, piazzandosi quarto in semifinale, nuotando in 1:26'25"6; si qualificò per la finale, dove si ritirò.